# Franz Oberwinkler
Franz Oberwinkler (Bad Reichenhall, Alta Baviera, 22 de mayo de 1939-Tubinga, 15 de marzo de 2018) era un micólogo alemán, especializado en la morfología fúngica, ecología y filogenia de los basidiomicetos.

## Biografía
Obtuvo su doctorado en 1965 en la Universidad Ludwig Maximilian de Múnich estudiando bajo la tutela de Josef Poelt. De 1967 a 1974 fue asistente de investigación y profesor en el Instituto de Botánica Sistemática de la Universidad de Múnich, convirtiéndose en profesor en 1972. Entre 1968-1969 Oberwinkler fue Experto Científico de la Organización para la Agricultura y la Alimentación en el Instituto Forestal Latino-Americano en Mérida, Venezuela.
En 1974 fue nombrado como sucesor de Karl Mägdefrau como Presidente de Botánica y Micología Sistemática en la Universidad de Tubinga y desde 1974 hasta su jubilación en 2008 fue jefe del jardín botánico de la Universidad, Jardín Botánico de la Universidad de Tubinga. En 2002 se convirtió en el fundador y redactor jefe de la revista académica, Mycological Progress. Entre 1962 y 2010 fue el autor y coautor de 340 publicaciones.
Se retiró en 2008 convirtiéndose en profesor emérito del 'Grupo Organísmica Botánica' de la universidad y continúa como redactor jefe de la revista.

## Honores
Recibió varios premios, entre ellos la medalla de Bary de la Asociación Internacional de Micología (IMA) en 2010.

### Eponimia
Taxones de hongos
Género
- Oberwinkleria.[5]

Especies
- Amanita oberwinklerana,[6]
- Sphaerobasidioscypha oberwinkleri,[7]
- Thecaphora oberwinkleri,[8]
- Uromyces oberwinklerianus,[9] y el género
- La abreviatura «Oberw.» se emplea para indicar a Franz Oberwinkler como autoridad en la descripción y clasificación científica de los vegetales.[10]